# Copidosoma silvestrii
Copidosoma silvestrii är en stekelart som först beskrevs av Costa Lima 1953.  Copidosoma silvestrii ingår i släktet Copidosoma och familjen sköldlussteklar. Inga underarter finns listade i Catalogue of Life.